# Nachtasyl (1957)
Nachtasyl (jap. どん底, Donzoko, dt. etwa: „ganz unten“) ist ein Drama von 1957 des japanischen Regisseurs Akira Kurosawa auf der Vorlage des gleichnamigen Theaterstückes von Maxim Gorki aus dem Jahre 1902. Der Film wurde von dem Studio Produktion Tōhō Company produziert.

## Handlung
Der Handlungsort des Filmes ist ein Nachtasyl, in dem mehrere gescheiterte Existenzen (eine Hure, ein straffällig gewordener Gelehrter, ein heruntergekommener Samurai, ein alkoholkranker Schauspieler, ein Dieb und ein Handwerker mit seiner sterbenskranken Frau) Obdach finden. Es ist die Geschichte mittelloser, ausgebeuteter und erniedrigter Menschen, die sich alle nach einem besseren Leben sehnen, jedoch nicht in sich selbst die Kraft finden, ihr Leben zu ändern.
Im Mittelpunkt der Handlung steht ein freundlicher buddhistischer Priester, der ebenfalls noch im Nachtasyl Obdach findet. Er versucht den Charakteren bei ihrer Selbstfindung zu helfen und sie so zu einem besseren Leben zu führen. Da er aber deren physische und psychische Abhängigkeiten verkennt, scheitert er und richtet nur noch größeres Unheil an.

## Kritiken
„Eine getreue Adaption von Gorkijs Bühnenstück, in der selbst der Priester in dem Pilger Luka seine Entsprechung findet. Durch den gleichzeitigen Einsatz mehrerer Kameras gelingt Kurosawa trotz räumlicher Beschränkung eine virtuose Auflösung des Dramas in einem visuell wie gedanklich eindrucksvollen Film.“